# 硒化铟
硒化铟是铟的一种硒化物。它有潜力用于光伏器件，并且得到了广泛的研究。硒化铟的两种最常见的晶型——α型和β型，有着层状结构，而γ型具有缺陷的纤维锌矿结构。至今，一共发现了硒化铟的五种相态（α、β、γ、δ、κ）。 伴随着电导率的变化，会产生α- β 相态的相变。γ-In2Se3 的能隙大约为 1.9 eV。
硒化铟的晶体结构取决于制备方法，例如γ-In2Se3 可以由三甲基铟（InMe3）和硒化氢（H2Se）通过有机金属化学气相沉积法制备而成。

## 扩展阅读
- WebElements （页面存档备份，存于）

Greenwood, N. N.; Earnshaw, A.  2nd. Oxford:Butterworth-Heinemann. 1997. ISBN 0-7506-3365-4.